# Black Dice
Black Dice est un groupe de rock expérimental américain, originaire de Brooklyn, New York. Il est formé en 1997 sous le label DFA Records. Développant une musique bruitiste hyper saturée et volontairement agressive, aux sonorités de noise rock déstructuré, ce groupe constitue une alternative à la nouvelle vague de rock indépendant de ces dernières années.

## Biographie
Black Dice est formé au printemps 1997 peu après la rencontre entre le guitariste Bjorn Copeland, le batteur Hisham Bharoocha et le bassiste Sebastian Blanck, étudiants de la Rhode Island School of Design. Eric Copeland (chant) était toujours au lycée dans le Maine et leur rendra visite tous les weekends. Leurs premiers concerts ne durent que quinze minutes et leurs performances étaient d'une violence sans faille qui menaient le plus souvent à des blessures dans le public. Plus tard rejoints par le frère de Bjorn, Eric Copeland au chant, leur son est décrit par Tiny Mix Tapes de musique bruitiste aux tendances thrash. Ils publient plusieurs 45 tours avant de tourner brièvement, et assistent au départ de Blanck.
Au début de 1998, le groupe se relocalise à New York où Eric Copeland étudiait. Pendant un concert, ils font la rencontre d'Aaron Warren, qui a, à cette période, récemment emménagé à Los Angeles pour étudier à la NYU. Le groupe commence à incorporer plus de pédales à effet laissant de côté le style punk hardcore pour une musique plus rythmée dans la veine du motorik et de la dub. À la fin 2001, ils font cinq à six fois plus de concerts qu'à leurs débuts, avec des chansons pouvant atteindre les 45 minutes.
En 2012, ils publient leur nouvel album, Mr. Impossible.

## Membres

### Membres actuels
- Bjorn Copeland - guitare (depuis 1997)
- Eric Copeland - chant, programmations (depuis 1997)
- Aaron Warren - programmations, basse, claviers, chant (depuis 1999)

### Anciens membres
- Sebastian Blanck - basse (1997-1999)
- Hisham Bharoocha - batterie (1997-2004)

## Discographie

### Albums studio
- 2000 : Untitled
- 2001 : Cold Hands
- 2002 : Beaches and Canyons
- 2003 : Lost Valley
- 2003 : Cone Toaster
- 2004 : Creature Comforts
- 2005 : Broken Ear Record
- 2007 : Load Blown
- 2009 : Repo
- 2012 : Mr. Impossible
- 2021 : Mod Prog Sic

### EP
- 1998 : Lambs Like Fruit
- 1998 : Untitled (aka Printed Paper)
- 2000 : Semen of the Sun
- 2001 : Ball/Peace in the Valley
- 2004 : Miles of Smiles
- 2005 : Smiling Off
- 2006 : Manoman
- 2016 : Big Deal